# Katerina Rohonyan
Katerina Rohonyan ou Rogonian (en ukrainien : Катерина Сергіївна Рогонян) est une joueuse d'échecs ukrainienne puis américaine née le 25 avril 1984 à Mykolaïv en Ukraine. Elle a le titre de grand maître international féminin depuis 2004.

## Biographie et carrière
Katerina Rohonyan est née en Ukraine. Elle remporte le championnat d'Ukraine d'échecs féminin en 2000 (à seize ans) et déménage à Baltimore aux États-Unis en 2004 pour étudier à l'Université de Baltimore. Elle déménage ensuite à Seattle pour travailler chez Microsoft. 
Rohonyan termine deuxième du championnat américain en 2007 et quatrième ex æquo en 2010. 
Katerina Rohonyan représente les États-Unis lors de l'olympiade féminine de 2008, remportant la médaille de bronze par équipe en 2008 (elle jouait au quatrième échiquier et marqua 6 points sur 10).
Elle participe au championnat du monde d'échecs féminin en 2008, elle bat Natalia Joukova au premier tour, puis est battue au deuxième tour par Inna Gaponenko.